# Resolución óptica

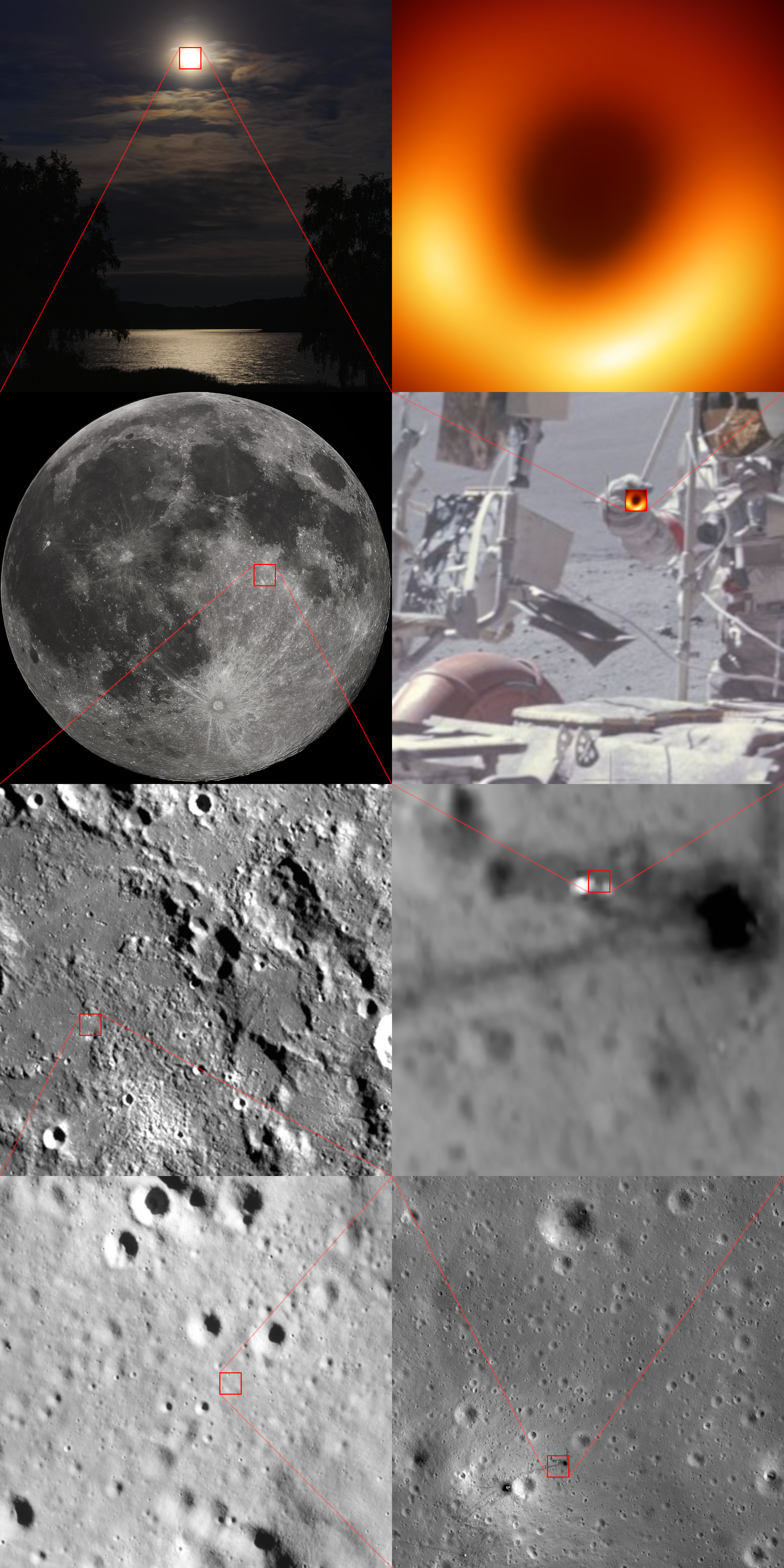
Serie de imágenes que representan el aumento de M87* con un tamaño angular de unos microarcosegundoss, comparable a ver una pelota de tenis en la Luna (aumento desde la esquina superior izquierda en sentido contrario a las agujas del reloj hasta la esquina superior derecha).

El término resolución óptica, angular o espacial, refiere al poder de un instrumento para separar dos objetos de una imagen.
En astronomía la cuestión que se plantea es la distancia angular que puede haber entre dos estrellas para distinguirlas | por separado. Las estrellas están tan lejos que son siempre fuentes puntuales. Sin embargo, debido a la difracción de la luz al atravesar el telescopio, la luz que llega de un objeto puntual crea una imagen anular con un patrón de difracción característico denominado disco de Airy. El límite óptico, debido a la difracción, puede calcularse de manera empírica a partir del criterio de Rayleigh.
{\displaystyle \sin \theta =1.22{\frac {\lambda }{D}}}
Aquí, θ es la resolución angular (en radianes), λ la longitud de onda de la luz y D el diámetro o apertura del telescopio. El factor 1.22 se deriva de un cálculo de la posición del primer anillo de oscuridad rodeando el disco de Airy central. Este factor se utiliza para aproximar la habilidad del ojo humano para distinguir dos fuentes puntuales de luz cuyos discos de Airy se superponen.
Por otro lado, el efecto de la turbulencia de la atmósfera (llamado seeing) hace que incluso en noches claras haya un límite en torno a 1 segundo de arco de resolución (esto viene a ser la separación de los faros de un coche vistos a 300km de distancia). Esta es una de las razones por las que se envían telescopios en satélites artificiales, fuera de la atmósfera. Técnicas avanzadas de corrección como la óptica adaptativa ayudan a contrarrestar la perturbación atmosférica, permitiendo que instrumentos terrestres como FRIDA en el Gran Telescopio de las Canarias operen en el límite de difracción.

## Definición de términos
El poder de resolución es la capacidad de un dispositivo de formación de imágenes para separar (es decir, para ver como distintos) puntos de un objeto que se encuentran a una pequeña  distancia angular o es el poder de un instrumento óptico para separar objetos lejanos, que están próximos, en imágenes individuales. El término resolución o distancia mínima de resolución es la distancia mínima entre objetos distinguibles en una imagen, aunque muchos usuarios de microscopios y telescopios utilizan el término de forma general para describir el poder de resolución. Como se explica más adelante, la resolución limitada por difracción se define mediante el criterio de Rayleigh como la separación angular de dos fuentes puntuales cuando el máximo de cada fuente se encuentra en el primer mínimo del patrón de difracción (disco de Airy) de la otra.  En el análisis científico, en general, el término "resolución" se utiliza para describir la precisión con la que cualquier instrumento mide y registra (en una imagen o espectro) cualquier variable del espécimen o muestra en estudio.

## El criterio de Rayleigh

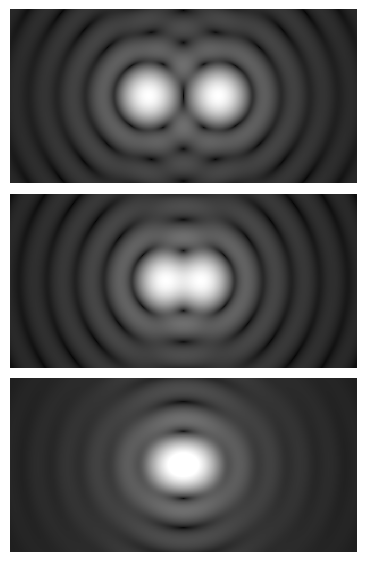
Patrones de difracción de Airy generados por la luz de dos fuentes puntuales que pasan a través de una apertura circular, como la pupila del ojo. Se pueden distinguir puntos alejados (arriba) o que cumplen con el criterio de Rayleigh (medio). Los puntos más cercanos que el criterio de Rayleigh (abajo) son difíciles de distinguir.

La resolución del sistema de imágenes puede verse limitada por  aberración o por difracción, lo que provoca que la imagen se vea borrosa. Estos dos fenómenos tienen diferentes orígenes y no están relacionados. Las aberraciones pueden explicarse por la óptica geométrica y, en principio, pueden resolverse aumentando la calidad óptica del sistema. Por otro lado, la difracción proviene de la naturaleza ondulatoria de la luz y está determinada por la apertura finita de los elementos ópticos. La apertura circular de la lente es análoga a una versión bidimensional del experimento de una sola rendija. La luz que atraviesa la lente interfiere creando un patrón de difracción en forma de anillo, conocido como patrón Airy, si el frente de onda de la luz transmitida se toma como esférico o plano sobre la abertura de salida.
La interacción entre difracción y aberración se puede caracterizar por la función de dispersión de puntos (PSF). Cuanto más estrecha es la apertura de una lente, más probable es que la PSF esté dominada por la difracción. En ese caso, la resolución angular de un sistema óptico se puede estimar (a partir del diámetro de la apertura y la longitud de onda de la luz) mediante el criterio de Rayleigh definido por Lord Rayleigh : dos fuentes puntuales se consideran recién resueltas cuando el máximo de difracción principal (centro) del disco de Airy de una imagen coincide con el primer mínimo del disco de Airy de la otra, como se muestra en las fotos adjuntas. (En las fotos que muestran el límite del criterio de Rayleigh, el máximo central de una fuente puntual puede parecer que se encuentra fuera del primer mínimo de la otra, pero el examen con una regla verifica que los dos se cruzan). Si la distancia es mayor, los dos puntos están bien resueltos y si es menor se consideran no resueltos. Rayleigh defendió este criterio sobre fuentes de igual fuerza.
Considerando la difracción a través de una apertura circular, esto se traduce en:
{\displaystyle \theta \approx 1.22{\frac {\lambda }{D}}\quad ({\text{considerando que}}\,\sin \theta \approx \theta )}
donde θ es la resolución angular ( radianes), λ es la longitud de onda de la luz y D es el diámetro de la apertura de la lente. El factor 1,22 se deriva de un cálculo de la posición del primer anillo circular oscuro que rodea el disco de Airy central del patrón de difracción. Este número es más precisamente 1.21966989 ... ( OEIS:A245461 A245461 ), el primer cero de la función de Bessel de primer tipo de orden uno {\displaystyle J_{1}(x)} dividido por π.
El criterio formal de Rayleigh está cerca del límite de resolución empírica encontrado anteriormente por el astrónomo inglés WR Dawes, quien probó a observadores humanos en estrellas binarias cercanas de igual brillo. El resultado, θ = 4.56 / D , con D en pulgadas y θ en segundos de arco , es ligeramente más estrecho que lo calculado con el criterio de Rayleigh. Un cálculo que utiliza discos de Airy como función de dispersión de puntos muestra que en el límite de Dawes hay una caída del 5% entre los dos máximos, mientras que en el criterio de Rayleigh hay una caída del 26,3%. [3] Técnicas modernas de procesamiento de imágenes, incluida la deconvolución. de la función de dispersión de puntos permiten la resolución de binarios con incluso menos separación angular.
Usando una aproximación de ángulo pequeño , la resolución angular se puede convertir en una resolución espacial, Δℓ , multiplicando el ángulo (en radianes) con la distancia al objeto. Para un microscopio, esa distancia está cerca de la distancia focal f del objetivo . Para este caso, el criterio de Rayleigh establece que:
{\displaystyle \Delta \ell \approx 1.22{\frac {f\lambda }{D}}}.
Este es el radio, en el plano de la imagen, del punto más pequeño al que se puede enfocar un haz de luz colimado, que también corresponde al tamaño del objeto más pequeño que la lente puede resolver. [4] El tamaño es proporcional a la longitud de onda, λ, y así, por ejemplo, la luz azul puede enfocarse en un punto más pequeño que la luz roja . Si la lente enfoca un rayo de luz con una extensión finita (por ejemplo, un rayo láser), el valor de D corresponde al diámetro del rayo de luz, no a la lente. [Nota 1]Dado que la resolución espacial es inversamente proporcional a D, esto conduce al resultado ligeramente sorprendente de que un haz de luz ancho puede enfocarse en un punto más pequeño que en uno estrecho. Este resultado está relacionado con las propiedades de Fourier de una lente.
Un resultado similar es válido para un sensor pequeño que capta la imagen de un sujeto en el infinito: la resolución angular se puede convertir a una resolución espacial en el sensor usando f como la distancia al sensor de imagen; esto relaciona la resolución espacial de la imagen con el número f , f / #:
{\displaystyle \Delta \ell \approx 1.22{\frac {f\lambda }{D}}=1.22\lambda \cdot (f/\#)}.
Dado que este es el radio del disco de Airy, la resolución se estima mejor por el diámetro, {\displaystyle 2.44\lambda \cdot (f/\#)}

## Casos específicos

Gráfico log-log del diámetro de apertura frente a la resolución angular en el límite de difracción para varias longitudes de onda de luz en comparación con varios instrumentos astronómicos. Por ejemplo, la estrella azul muestra que el telescopio espacial Hubble está casi limitado por difracción en el espectro visible a 0.1 segundos de arco, mientras que el círculo rojo muestra que el ojo humano debería tener un poder de resolución de 20 segundos de arco en teoría, aunque normalmente solo 60 segundos de arco.

### Telescopio único
Las fuentes puntuales separadas por un ángulo menor que la resolución angular no se pueden resolver. Un solo telescopio óptico puede tener una resolución angular de menos de un segundo de arco, pero la visión astronómica y otros efectos atmosféricos hacen que lograr esto sea muy difícil.
La resolución angular R de un telescopio generalmente se puede aproximar mediante
{\displaystyle R={\frac {\lambda }{D}}}
donde λ es la longitud de onda de la radiación observada y D es el diámetro del objetivo del telescopio. La R resultante está en radianes. Por ejemplo, en el caso de la luz amarilla con una longitud de onda de 580 nm, para una resolución de 0,1 segundos de arco, necesitamos D = 1,2m. Las fuentes más grandes que la resolución angular se denominan fuentes extendidas o fuentes difusas, y las fuentes más pequeñas se denominan fuentes puntuales.
Esta fórmula, para luz con una longitud de onda de aproximadamente 562 nm, también se denomina límite de Dawes.

### Matriz de telescopios
Las resoluciones angulares más altas se pueden lograr mediante arreglos de telescopios llamados interferómetros astronómicos: estos instrumentos pueden lograr resoluciones angulares de 0.001 segundos de arco en longitudes de onda ópticas y resoluciones mucho más altas en longitudes de onda de rayos X. Para realizar imágenes de síntesis de apertura , se requiere un gran número de telescopios dispuestos en una disposición bidimensional con una precisión dimensional mejor que una fracción (0.25x) de la resolución de imagen requerida.
La resolución angular R de una matriz de interferómetros generalmente se puede aproximar mediante{\displaystyle \alpha }:
{\displaystyle R={\frac {1.22\lambda }{\mathrm {NA} _{\text{condensador}}+\mathrm {NA} _{\text{objetivo}}}}} donde {\displaystyle \mathrm {NA} =n\sin \theta }.
donde λ es la longitud de onda de la radiación observada y B es la longitud de la máxima separación física de los telescopios en la matriz, denominada línea de base. La R resultante está en radianes. Las fuentes más grandes que la resolución angular se denominan fuentes extendidas o fuentes difusas, y las fuentes más pequeñas se denominan fuentes puntuales.
Por ejemplo, para formar una imagen en luz amarilla con una longitud de onda de 580 nm, para una resolución de 1 milisegundo de arco, necesitamos telescopios dispuestos en una matriz de 120 m × 120 m con una precisión dimensional mejor que 145 nm.

### Microscopio
La resolución R (aquí medida como una distancia, que no debe confundirse con la resolución angular de una subsección anterior) depende de la apertura angular {\displaystyle \alpha }:
{\displaystyle R={\frac {1.22\lambda }{\mathrm {NA} _{\text{condensador}}+\mathrm {NA} _{\text{objetivo}}}}} donde {\displaystyle \mathrm {NA} =n\sin \theta }.
Aquí NA es la apertura numérica, {\displaystyle \theta }  es la mitad del ángulo incluido {\displaystyle \alpha }  de la lente, que depende del diámetro de la lente y su distancia focal, {\displaystyle n} es el índice de refracción del medio entre la lente y la muestra, y {\displaystyle \lambda }  es la longitud de onda de la luz que ilumina o emana (en el caso de la microscopía de fluorescencia) de la muestra.
De ello se deduce que los NA tanto del objetivo como del condensador deben ser lo más altos posible para una resolución máxima. En el caso de que ambos NA sean iguales, la ecuación se puede reducir a:
{\displaystyle R={\frac {0.61\lambda }{\mathrm {NA} }}\approx {\frac {\lambda }{2\mathrm {NA} }}}
El límite práctico para {\displaystyle \theta } es de unos 70 °. En un objetivo seco o condensador, esto da un NA máximo de 0,95. En una lente de inmersión en aceite de alta resolución , el NA máximo es típicamente 1,45, cuando se usa aceite de inmersión con un índice de refracción de 1,52. Debido a estas limitaciones, el límite de resolución de un microscopio óptico que utiliza luz visible es de unos 200 nm . Dado que la longitud de onda más corta de la luz visible es violeta ({\displaystyle \lambda \approx 400\,\mathrm {nm} }),
{\displaystyle R={\frac {1.22\times 400\,{\mbox{nm}}}{1.45\ +\ 0.95}}=203\,{\mbox{nm}}}
que está cerca de 200 nm.
Los objetivos de inmersión en aceite pueden tener dificultades prácticas debido a su poca profundidad de campo y su distancia de trabajo extremadamente corta, lo que requiere el uso de cubreobjetos muy delgados (0,17 mm) o, en un microscopio invertido, placas de Petri delgadas con fondo de vidrio.
Sin embargo, la resolución por debajo de este límite teórico se puede lograr utilizando microscopía de superresolución. Estos incluyen campos ópticos cercanos ( microscopio óptico de barrido de campo cercano) o una técnica de difracción llamada microscopía 4Pi STED. Los objetos tan pequeños como 30 nm se han resuelto con ambas técnicas. Además de esto, la microscopía de localización fotoactivada puede resolver estructuras de ese tamaño, pero también puede dar información en la dirección z (3D).

### Poder de resolución de la visión humana
El poder de resolución del ojo humano es de aproximadamente un minuto de arco (1' = 1/60° = 0,017°), o de aproximadamente 100 km en la superficie de la Luna vista desde la Tierra, o más cerca de nosotros, un detalle de aproximadamente 1 mm para un objeto o imagen a 3 m. Está limitada por la densidad de conos en la parte más sensible de la retina. Curiosamente, esta densidad se optimiza de forma natural para que coincida con el límite de difracción.
La imagen siguiente muestra el mismo sujeto con tres resoluciones diferentes. A partir de cierta distancia, el ojo ya no marca la diferencia. A continuación, es posible determinar la resolución de uno o ambos ojos: es la relación entre el tamaño de los píxeles grandes (imagen derecha) y la distancia a partir de la cual no se percibe ninguna diferencia entre las imágenes.

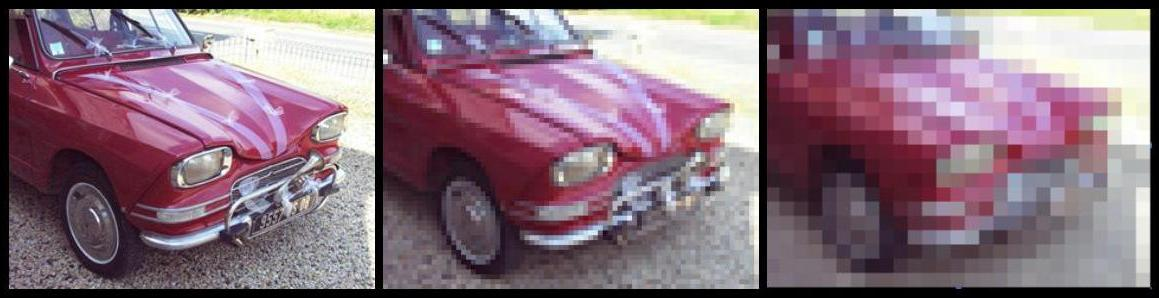
A partir de una cierta distancia, las tres imágenes parecen ser iguales.

No hay ninguna norma para las pantallas que certifique una resolución que supere el poder de resolución de la visión humana. Sólo el concepto de Retina Display se acerca, pero no se ha estandarizado industrialmente.

### Fotografía
Los fabricantes de objetivos, negativos o los fabricantes de sensores proporcionan curvas de  función de transferencia de modulación (MTF), que son otra forma de presentar la capacidad de un sistema para reproducir detalles. La resolución se proporciona como una frecuencia espacial en ciclos por milímetro o como el número de líneas por altura de imagen. Sin embargo, es posible evaluar el poder de resolución para superficies fotosensibles o para objetivos según los criterios anteriormente mencionados. La resolución de una cámara es el resultado de la combinación de los efectos del objetivo y de la superficie fotosensible.